# 芹山水库
芹山水库位于中国福建省宁德市周宁县，坝址位于泗桥乡芹山村，距周宁县城32km，是以发电、防洪为主，兼有灌溉、供水、养殖等功能的大（二）型水库。
芹山水电站是穆阳溪梯级开发的第一级龙头水电站。